# Азербайджан на чемпионате Европы по дзюдо среди юниоров 2009
Азербайджан был представлен на чемпионате Европы по дзюдо среди юниоров, проходившем с 11 по 13 сентября в Ереване 5 дзюдоистами. В итоговой таблице Азербайджан оказался на 7-й позиции, уступив Украине, Франции, Венгрии, России, Бельгии и Италии.
Среди мужчин же Азербайджан занял почётное второе место уступив лишь России.
Из пяти спортсменов, представляющих Азербайджан, все пять завоевали медали.
| Чемпионат Европы среди юниоров 2009 | Золото | Серебро | Бронза | Всего |
| ----------------------------------- | ------ | ------- | ------ | ----- |
| Азербайджан                         | 1      | 1       | 3      | 5     |

## Дни чемпионата

### 11 сентября
В первый день чемпионата первым из Азербайджана вышел на татами победитель майского международного турнира «Тайфун на татами» в Киеве и победитель международного топ-турнира EJU в Польше Ильгар Мушкиев, в весовой категории до 55 кг. Поочерёдно выиграв Виктора Гарсия из Испании, Максима Дюфо из Франции и Космина Лазареана из Румынии, Ильгар вышел финал. Здесь он, проиграв россиянину Виктору Ачкинадзе, занял второе место, принеся Азербайджану первую медаль турнира.
В этот же день Расим Асадуллаев в весовой категории до 60 кг и Фаган Эминоглу в весовой категории до 66 кг завоевали бронзовые медали.

### 12 сентября
В субботу ещё одну бронзовую медаль для Азербайджана завоевал победитель турнира «Тайфун на татами» в Киеве Рамин Гурбанов.

### 13 сентября

Чемпион Европы Эльмар Гасымов на церемонии награждения

В последний день чемпионата Азербайджан был представлен лишь Эльмаром Гасымовым, выступающим в весовой категории до 100 кг и занявшим на чемпионате мира в августе этого же года 5-е место. В 1/16 финала Эльмар справился с французом Клементом Дэльве. В 1/8 где вышел на татами против Габора Гаера из Австрии. Выиграв его, Эльмар вышел в четвертьфинале, где победил болгарского дзюдоиста Антона Марцулевича. В полуфинале он одолел поляка Томаша Домански. В финале азербайджанский дзюдоист противостоял дзюдоисту из Чехии Лукасу Крпалеку. Выиграв иппоном, Эльмар занял первое место.
Из интервью Эльмара Гасымова телеканалу ANS:
Я посвящаю свою победу душам шахидов, погибших в Карабахе.

## Медалисты
| Медаль  | Имя              | Категория         |
| ------- | ---------------- | ----------------- |
| Серебро | Ильгар Мушкиев   | Мужчины до 55 кг. |
| Бронза  | Расим Асадуллаев | Мужчины до 60 кг. |
| Бронза  | Фаган Эминоглу   | Мужчины до 66 кг. |
| Бронза  | Рамин Гурбанов   | Мужчины до 81 кг. |
| Золото  | Эльмар Гасымов   | Мужчины до 100 кг |

## Медали (все)
| Позиция | Страна      | I место | II место | III место | IV место | V место |
| ------- | ----------- | ------- | -------- | --------- | -------- | ------- |
| 1       | Украина     | 2       | 2        | 3         | 1        | 3       |
| 2       | Франция     | 2       | 1        | 3         | 4        | 2       |
| 3       | Венгрия     | 2       | 1        | 1         | 1        | 0       |
| 4       | Россия      | 2       | 0        | 3         | 2        | 5       |
| 5       | Бельгия     | 2       | 0        | 0         | 0        | 0       |
| 6       | Италия      | 1       | 1        | 3         | 1        | 0       |
| 7       | Азербайджан | 1       | 1        | 3         | 0        | 0       |

## Медали (мужчины)
| Позиция | Страна      | I место | II место | III место | IV место | V место |
| ------- | ----------- | ------- | -------- | --------- | -------- | ------- |
| 1       | Россия      | 2       | 0        | 0         | 1        | 4       |
| 2       | Азербайджан | 1       | 1        | 3         | 0        | 0       |